# Frankpledge
Frankpledge, era un sistema de contrato de fianza conjunta en Inglaterra durante la Alta Edad Media. La característica esencial era el reparto obligatorio de la responsabilidad entre personas conectadas en diezmos —unidad histórica legal y territorrial e inglesa—. Este grupo, bajo un líder conocido como el jefe-promesa o tithing-man, era entonces el responsable de encontrar a cualquier hombre de ese diezmo, sospechoso de un delito. Si el hombre no aparecía, todo el grupo podía ser multado con una pena pecuniaria.
Mientras que las mujeres, el clero y los hombres libres más ricos estaban exentos, de lo contrario todos los hombres mayores de 12 años de edad se organizaban en el sistema para la garantía mutua.

## Orígenes
La primera mención de frankpledge viene de los años 1114-1118, con el Leges Henrici Primi; pero las figuras del siglo XII como Guillermo de Malmesbury tenían mucho interés en vincularlo con los tiempos pre-normandos, y con las leyes de Canuto II de Dinamarca. Algunos historiadores han visto en el frith-borh anglosajón (literalmente "promesa de paz") la clara anticipación de frankpledge; otros consideran que los comentaristas del siglo XII estaban leyendo en tiempos anteriores el concepto posterior, y que el sistema borh era mucho menos rígido y completo que frankpledge. En este punto de vista, Guillermo el Conquistador, con la reactivación del murdrum,—crimen de matar a un hombre desconocido— con respecto a los invasores franceses, jugó un papel importante en la sistematización y universalización del diezmo en el frankpledge obligatorio, a fin de aumentar y consolidar el poder de los normandos y establecer una política más estricta.

## Fiadores anglosajones
El borh o Frankpledge era un sistema de garantía por el cual las personas, un miembro de la familia, un maestro para los sirvientes, un señor para los dependientes, se volvían responsables de representar a otros en la corte en caso de faltas. Al mismo tiempo, la sociedad anglosajona tardía compartía cada vez más la responsabilidad en asuntos legales en grupos de diez, como un teothung o diezmo , es decir, "asamblea de diez hombres".

... el hombre sin tierra no tenía valor ser miembro de un frith-borh, ya que la ley tenía poco que ver con un hombre que no tenía tierras que perder ni una habitación fija. De modo que el hombre sin tierra se vio obligado por ley a someterse a un señor feudal que fue considerado responsable del comportamiento de todos sus "hombres"; su patrimonio se convirtió, por así decirlo, en un frith-borh privado, compuesto por dependientes en lugar de los hombres libres del público frith-borhs. Estos dos sistemas, con muchas variaciones, existían uno al lado del otro; pero había una tendencia general para que los hombres libres ganaran menos y para que los señores se hicieran más poderosos.
Albert F. PollardThe History of England: A Study in Political Evolution

El diezmo eventualmente se convirtió en una unidad territorial, parte de la villa, mientras que la eventual fusión de borh y tithing apuntalaba el sistema frankpledge normando.  En el sistema final, si un individuo no aparecía cuando era convocado a la corte, los miembros restantes del diezmo podían jurar que no tendían nada que ver con la escapada del hombre convocado, o serían considerados responsables de los hechos del fugitivo, y podían verse obligados a pagar las multas en que incurrieran sus acciones. Este examen de los miembros ante el tribunal es el origen de la frase "vista de frank-pledge".

## Geografía y ganancias de frankpledge
Al principio, Frankpledge no tuvo lugar en Gales ni en ocho condados del norte y la frontera, pero en otros lugares era común en el área bajo el Danelaw, y en el sur y suroeste de Inglaterra. Para la época de Eduardo I de Inglaterra, sin embargo, el recorrido del alguacil también comenzó a aparecer en condados como Northumberland y Cumberland.
La visita bianual de frankpledge que era llevada a cabo por el alguacil implicaba el pago de un centavo para el alguacil, así como otras oportunidades de lucro que incluían multas: por esta razón la exención del recorrido, o la adquisición privada de la visita de frankpledge por los señores o las ciudades, eran privilegios valorados; mientras que a la inversa, la Carta Magna 1217 buscaba explícitamente restringir lo que el alguacil legítimamente podía exigir de frankpledge.

## Desarrollo histórico posterior
El sistema de frankpledge comenzó a declinar en el siglo XIV. La extensión de la administración real centralizada, por una parte, y la creciente apropiación de la visión de frankpledge por parte de los propietarios privados de la otra, sirvieron para socavar el sistema local; como también lo hizo una mayor diferenciación agraria y movilidad, un proceso exacerbado por el impacto de la Peste Negra. Nevertheless, the system survived in places into the 15th century, Sin embargo, el sistema sobrevivió en algunos lugares durante el siglo XV, aunque fue reemplazado cada vez más por los agentes locales, los antiguos jefes-promesas, operaban bajo los jueces de paz, su supervisión representó los restos de la "vista de frank-pledge".
En última instancia, el principio detrás de Frankpledge sigue vigente, en Inglaterra y Gales, con respecto a los disturbios . Hasta la Ley Antidisturbios de 1886, los miembros de cada parroquia civil eran, colectivamente, directamente responsables de pagar cualquier daño debido a un disturbio dentro de su área. Conforme a la Ley y su reemplazo en 2016, los daños se cobran indirectamente a la población local a través de la tarifa policial —ahora un componente en el impuesto municipal— en el área de la autoridad local pertinente.